# Chiesa della Santa Croce (Nona)
La chiesa della Santa Croce (in croato: crkva svetog Križa) si trova a Nona, in Croazia. La chiesa è stata cattedrale della diocesi di Nona ed è anche conosciuta come "la più piccola cattedrale del mondo".

## Storia e descrizione
La chiesa risale al IX secolo, in stile preromanico. Presenta una forma che ricorda una croce greca. L'esterno è decorato con una serie di nicchie cieche, mentre la cupola è di forma ellissoidale irregolare e si restringe verso l'alto. Tale struttura è volutamente sbilanciata in modo da "seguire" la posizione del Sole, facendo così della chiesa una sorta di orologio solare. Sul lato inferiore dell'architrave è riportato il nome del prefetto Godečaja (Godeslav), la più antica iscrizione croata conosciuta del nostro tempo.

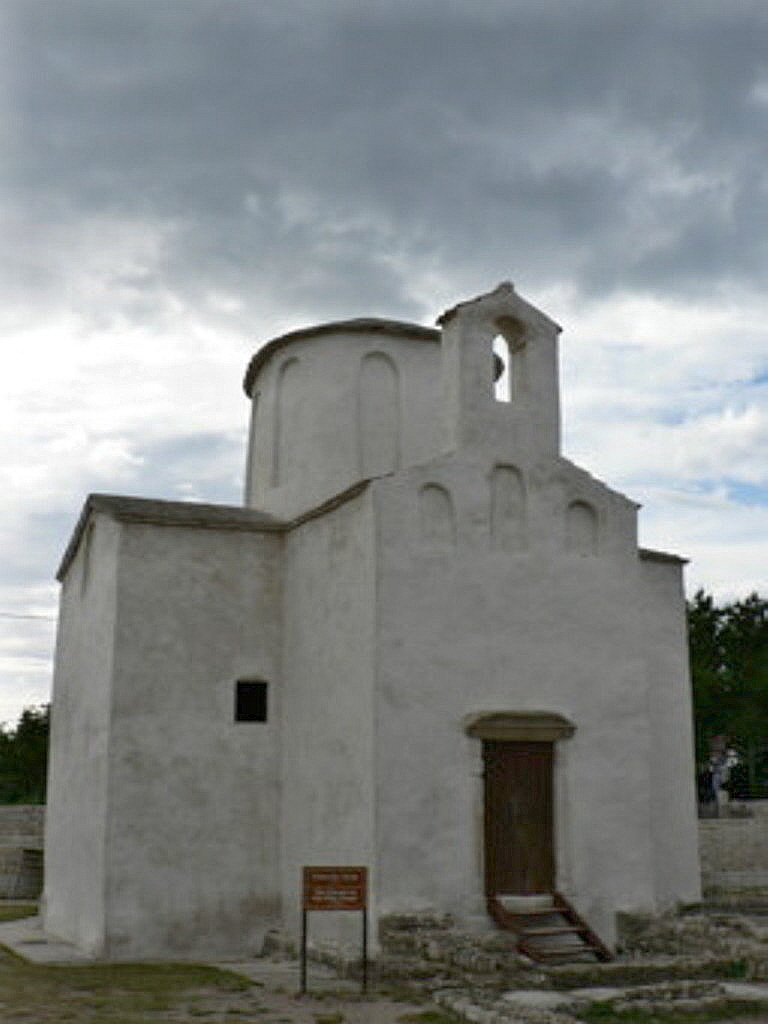
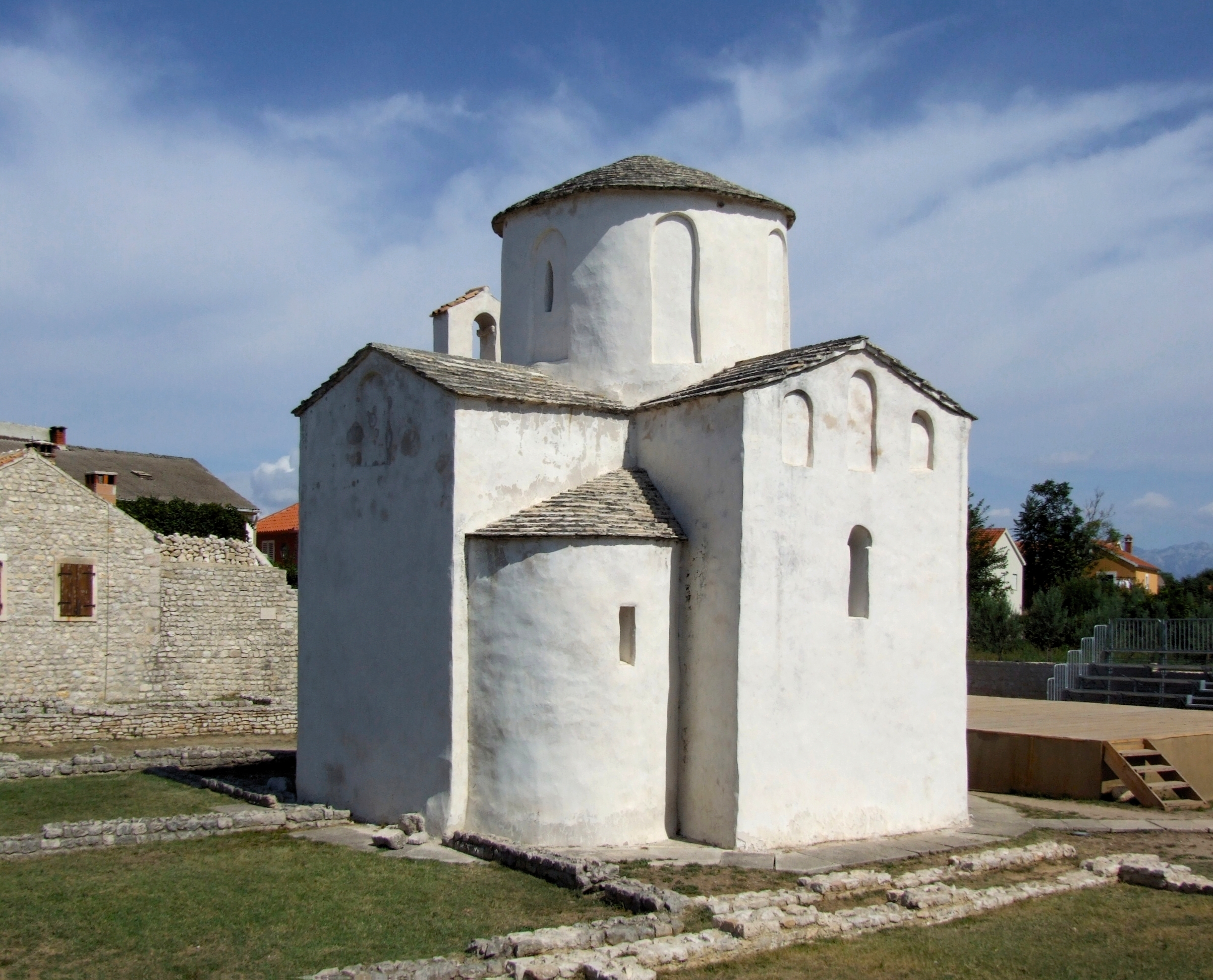
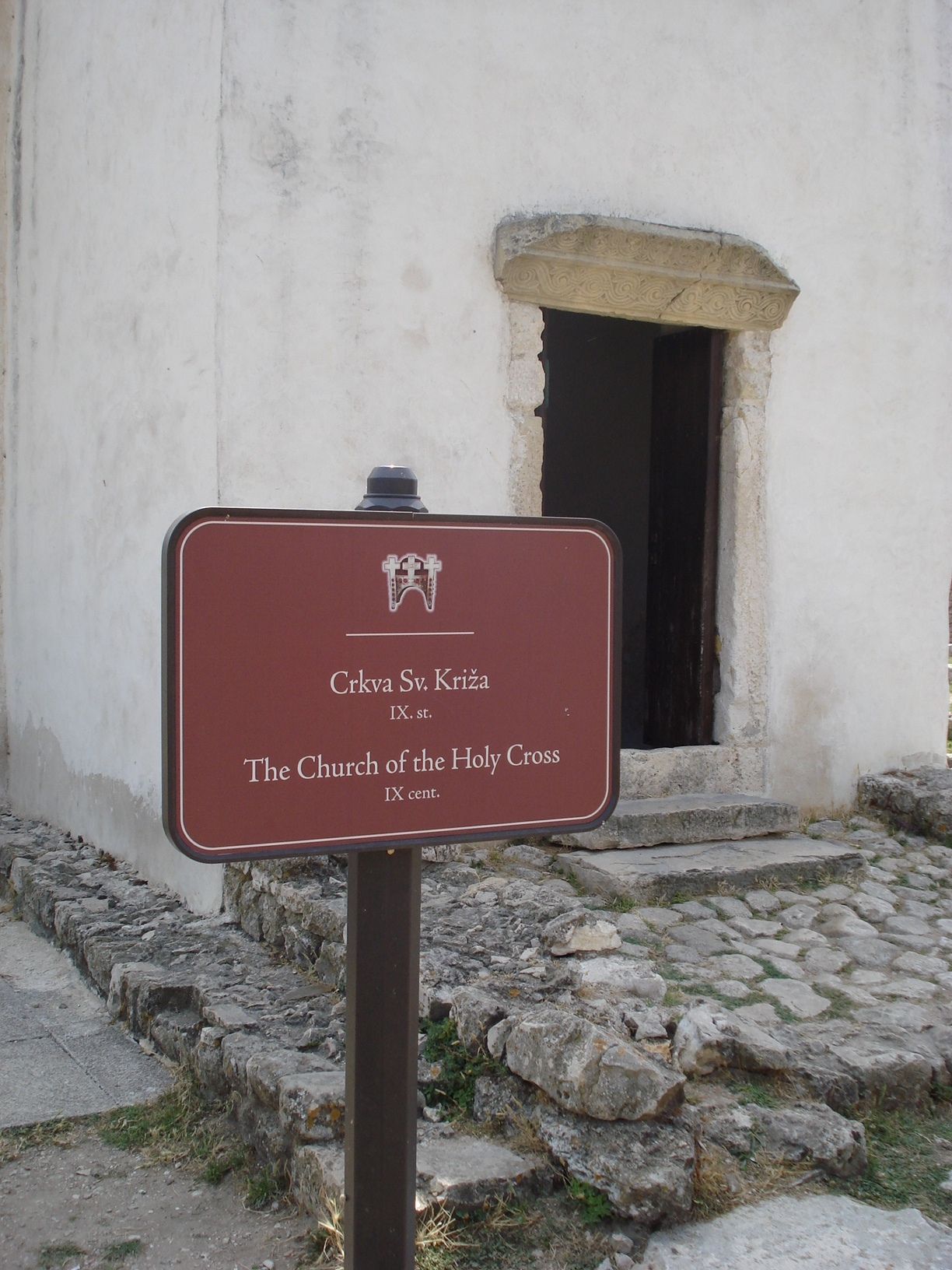
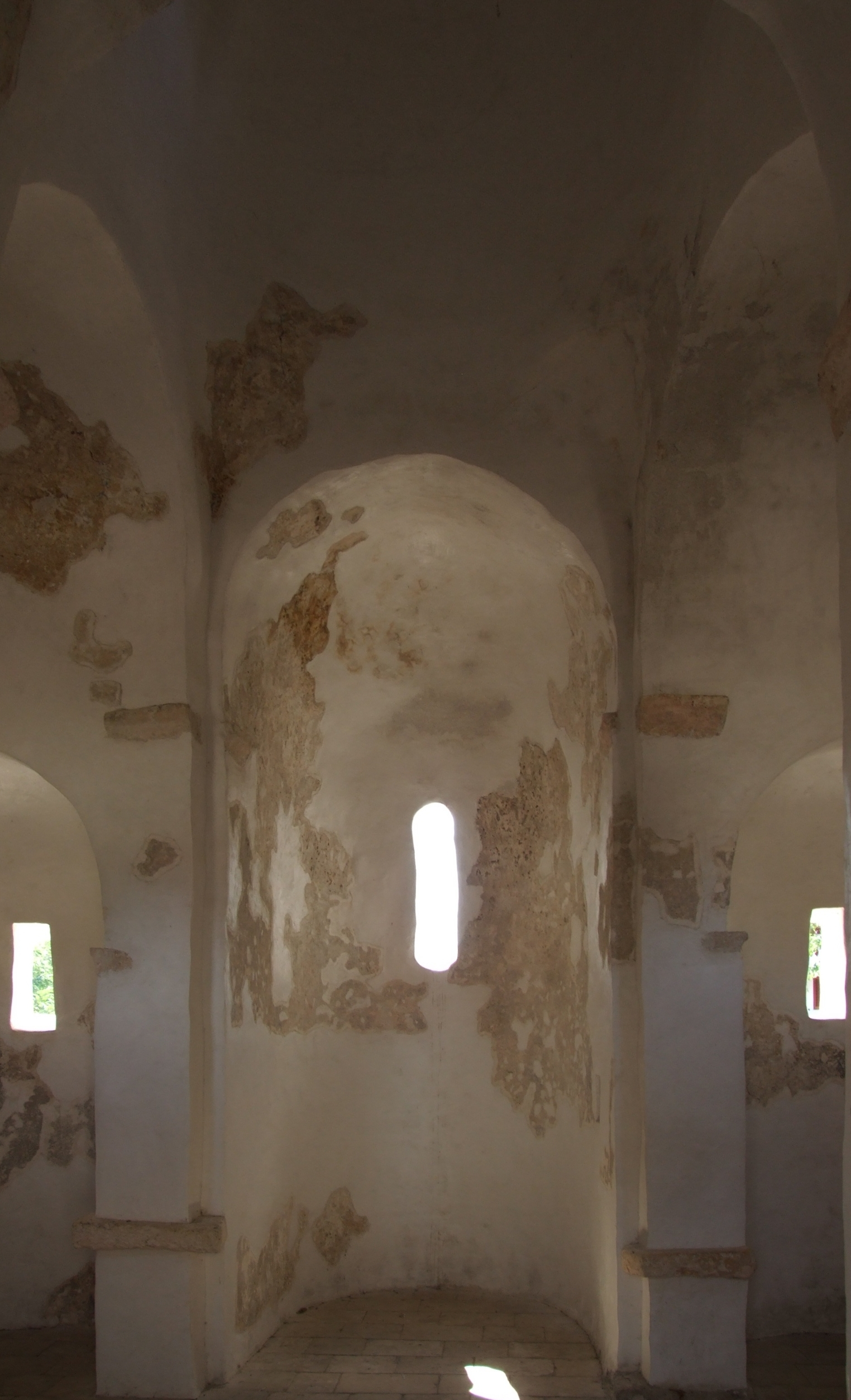